# Nie Er
Nie Er (chiń. 聂耳; pinyin: Niè Ěr), właściwie Nie Shouxin (chiń. 聶守信; pinyin: Niè Shǒuxīn), znany również pod angielskim pseudonimem George Njal (ur. 14 lutego 1912 w Kunming, zm. 17 lipca 1935 w Fujisawie) – chiński kompozytor.
Autor muzyki Marszu Ochotników – hymnu Chińskiej Republiki Ludowej.

## Życiorys
Nie Er pochodził z miasta Yuxi. Od najmłodszych lat wykazywał zainteresowanie muzyką. W szkole podstawowej uczył się gry na takich instrumentach jak dizi, erhu, sanxian i yueqin. Został wówczas dyrygentem szkolnej dziecięcej orkiestry. W wieku 15 lat rozpoczął samemu naukę gry na fortepianie oraz skrzypcach.
Na początku lat 30. XX wieku związał się ideologicznie z komunizmem. W 1933 roku wstąpił do Komunistycznej Partii Chin. W 1934 roku związał się z filią nagrań Pathé Records w Hongkongu, w której nadzorował sekcję muzyczną. Na początku 1935 roku skomponował melodię do Marszu Ochotników – późniejszego chińskiego hymnu państwowego. W tym samym roku, podczas pobytu w Japonii, utopił się w niejasnych okolicznościach podczas kąpieli. Chińscy komuniści podejrzewali wówczas Kuomintang oraz japońskich prawicowców o celowe zabójstwo Nie Er, lecz prowadzone przez miejscową policję śledztwo jednoznacznie wykluczyło działanie osób trzecich. Oficjalnie Nie Er w ciągu swojego życia skomponował 37 melodii do pieśni, które głównie nawiązywały do opisów problemów życia chińskiej klasy robotniczej.
Obecnie w Yuxi znajduje się Muzeum Pamięci Nie Er.